# 吳榮義
吳榮義（1939年12月15日—），中華民國前財經官員，臺灣高雄市田寮區七星里水蛙潭人，比利時魯汶天主教大學經濟學博士。前總統府資政、台灣智庫董事長，新台灣國策智庫董事長，台杉投資管理顧問股份有限公司董事長、台灣水資源與農業研究院董事長、行政院副院長、台灣期貨交易所、台灣證券交易所董事長、中興法商（現國立臺北大學）經濟系教授、系主任、台俄協會理事長。
吳的研究專長為經濟發展、總體經濟與區域經濟合作，論文發表於國內外著名期刊，近期著作為《解構ECFA：台灣的命運與機會》、《台灣·中國經貿關係的回顧與展望—未來台灣經濟該何去何從？》。
吳榮義之妻吳林惠美，1939年10月5日出生於日治臺灣臺南州斗六郡斗六街。2013年7月18日，吳榮義與吳林惠美在台北市松山運動中心晨泳，吳林惠美在游泳池中休克送醫不治、享年75歲。吳榮義與吳林惠美育有一男一女，兒子現任外交部政務次長吳志中、女兒為吳志文。

## 教育
- 國立台灣大學經濟系學士（1958-1962）
- 國立台灣大學經濟研究所碩士（1963-1965）
- 比利時魯汶天主教大學經濟學碩士（1967-1968）
- 比利時魯汶天主教大學經濟學博士（1968-1971）
- 美國傅爾布萊特獎學金（耶魯大學）訪問學者(1982-1983)

## 經歷
- 國立中興大學法商學院經濟系副教授（1973年8月～1976年7月）
- 國立中興大學法商學院經濟系教授（1976年8月～1997年7月）
- 國立中興大學法商學院經濟系主任（1975年8月～1979年7月）
- 國立中興大學法商學院經濟研究所所長（1979年8月～1984年7月）
- 台灣經濟研究院副院長（1984年8月～1992年1月31日）
- 行政院公平交易委員會委員（1992年2月1日～1993年1月31日）
- 台灣經濟研究院院長（1993年2月1日～2005年2月20日）
- 行政院副院長（2005年2月21日～2006年1月25日）
- 行政院消費者保護委員會主任委員（2005年2月21日～2006年1月25日）
- 總統府資政（2006年1月26日～2006年7月、2016年11月9日~）
- 台灣期貨交易所董事長（2006年7月24日～2007年6月30日）
- 台灣證券交易所董事長（2007年7月1日～2008年7月31日）
- 經濟部貿易調查委員會委員（1994年7月～1997年6月第一屆；1997年7月～2000年6月第二屆）
- 總統府國策顧問（2001年5月20日～2005年2月20日）
- 總統經濟顧問小組成員
- 行政院科技顧問
- 經濟部產業發展諮詢委員會副主任委員兼秘書長
- 太平洋經濟合作理事會（PECC）中華民國委員會秘書長
- 中華台北亞太經濟合作（APEC）研究中心執行長
- 行政院國家金融安定基金管理委員會委員
- 行政院經濟建設委員會諮詢委員
- 行政院主計處國民所得統計評審委員會委員
- 行政院主計處普查委員會委員
- 經濟部統計審議委員會委員
- 國際合作發展基金會董事
- 行政院大陸委員會諮詢委員
- 行政院國家永續發展委員會委員
- 太平洋經濟合作會議中華民國委員會副秘書長
- 太平洋盆地經濟理事會中華民國總會秘書長
- 亞太經濟合作（APEC）傑出人士小組（Eminent Persons Group）成員
- 太平洋貿易暨發展會議（The Pacific Trade and Development Conference,PAFTAD）國際指導委員會（International Steering Committee）成員
- 台灣經濟學會理事長
- 台灣安全設備與服務產業協會理事長
- 國際經濟商管學生會（AIESEC）台灣總會創會理事長
- 中華水資源管理學會理事長
- 台俄協會理事長
- APEC部長及領袖會議台灣代表團顧問（1993～2004）
- 《玉山午報》發起人（2009年，與呂秀蓮、李哲朗並列發起人）

## 荣誉

### 中华民国勋章奖章
- 一等景星勋章（2006年1月27日于台北总统府颁授[1]）

## 近期著作
- 《台灣‧中國 經貿關係的回顧與展望--未來台灣經濟該何去何從？》，2009年6月，台灣智庫，ISBN 9789868336797
- 〈ECFA與台灣‧中國經貿關係--未來台灣經貿該何去何從？〉收錄於羅致政主編，《ECFA大衝擊：台灣的危機與挑戰》，2010年6月，新台灣國策智庫，ISBN 9789868627703
- 《解構ECFA：台灣的命運與機會》，2010年11月，新台灣國策智庫，ISBN 9789868627741

## 外部連結
- 新台灣國策智庫（页面存档备份，存于）
- 吳榮義粉絲團（页面存档备份，存于）